# Brodźczyk rudobrewy
Brodźczyk rudobrewy (Prosobonia ellisi) – gatunek małego ptaka z rodziny bekasowatych (Scolopacidae). Znany wyłącznie z dwóch tablic barwnych przedstawiających jeden zaginiony okaz pochodzący z wyspy Moorea (ówcześnie zwanej Eimeo; Polinezja Francuska), pozyskany w 1777. Gatunek uznano za wymarły.

## Taksonomia
Po raz pierwszy gatunek opisał Richard Bowdler Sharpe w 1906 na łamach „Bulletin of the British Ornithologists’ Club”. Nowemu gatunkowi nadał nazwę Prosobonia ellisi. Jest ona obecnie (2021) podtrzymywana przez Międzynarodowy Komitet Ornitologiczny. Holotyp pochodził z wyspy Moorea (ówcześnie zwanej Eimeo; Wyspy Towarzystwa, Polinezja Francuska). Opisu dokonano jednak na podstawie tablicy barwnej, która ukazywała ten okaz. Pozyskany został w 1777, w trakcie trzeciej podróży Jamesa Cooka. Sam holotyp zaginął. Dawni autorzy uznawali P. ellisi za synonim brodźczyka białoskrzydłego (P. leucoptera) z Tahiti, istnieją jednak wystarczające przesłanki do uznania brodźczyka rudobrewego za odrębny gatunek. Mają one podłoże biogeograficzne oraz morfologiczne. Jednak badania przeprowadzone przez Jansena i współpracowników w 2021 roku sugerują, że różnice między ptakami z wysp Moorea i Tahiti (które są oddalone od siebie jedynie o 18 km) reprezentują raczej zmienność związaną z wiekiem, płcią, sezonowością lub zwykłą zmienność międzywyspową, a nie stanowią dowodów na istnienie oddzielnego taksonu i dlatego do czasu badań genetycznych ewentualnych szczątków z wyspy Moorea Prosobonia ellisi powinien być traktowany jako młodszy synonim P. leucoptera.

## Morfologia
Brodźczyki rudobrewe przypominały wyglądem brodźczyki białoskrzydłe (również wymarłe). Miały jednak rdzawą, nie białawą, brew. Ich pokrywy skrzydłowe większe wyróżniały się jasnordzawą barwą. Nogi natomiast miały kolor żółtawy, nie zielony jak u brodźczyków białoskrzydłych. Dziób na końcu był nieco zgięty, nie prosty.

## Status
Międzynarodowa Unia Ochrony Przyrody uznaje gatunek za wymarły (EX, Extinct). Prawdopodobnie za wymarcie odpowiadały szczury zawleczone na wyspy pod koniec XVIII wieku. Obydwie tablice barwne przedstawiające ten gatunek są współcześnie przechowywane w zbiorach w Londynie. Autorem jednej z nich jest William Ellis, natomiast autorstwo kolejnej z nich przypisuje się Johnowi Webberowi. Znane w XVIII wieku metody konserwacji eksponatów zoologicznych były mało skuteczne, stąd ogółem zachowało się bardzo niewiele spreparowanych przez załogę Cooka ptaków.